# Pavonia schimperiana
Pavonia schimperiana là một loài thực vật có hoa trong họ Cẩm quỳ. Loài này được Hochst. ex A.Rich. mô tả khoa học đầu tiên năm 1847.